# Técnica de Seldinger
| Técnica de Seldinger                                                                                  |
| --- |
| Sequência de procedimentos                                                                            |
| Informações                                                                                           |
| Nome completo: técnica de Seldinger                                                                   |
| Campo da medicina: hemodinâmica, radiologia intervencionista, cirurgia endovascular, angiorradiologia |
| Tipo de intervenção: percutânea, minimamente invasiva                                                 |
| Primeiro estudo: Dr. Sven Ivar Seldinger, em 1952 na Suécia                                           |
| Aviso médico                                                                                          |
| Enfatiza-se a leitura de A Wikipédia não dá conselhos médicos                                         |

Técnica de Seldinger, é um procedimento médico minimamente invasivo para se conseguir acesso seguro aos vasos sanguíneos e outros órgãos com cavidades. O nome da técnica é uma referência ao radiologista sueco Sven Ivar Seldinger [en], que apresentou o procedimento pela primeira vez em junho 1952.

## Técnica
O vaso ou cavidade é perfurado com um dispositivo chamado trocar (dispositivo médico) [en], que é um punção de agulha vazada, com orientação por técnicas de imagem, se necessário. Um fio guia de ponta arredondada é então introduzido através do lúmen do trocar, este sendo em seguida removido. Uma bainha ou uma cânula podem então ser passadas sobre o fio guia através da cavidade ou vaso. Alternativamente, tubos de drenagem podem também ser passados sobre o fio guia (como nos drenos de tórax ou em nefrostomias). Depois de passar a bainha ou o tubo, o fio guia é retirado.

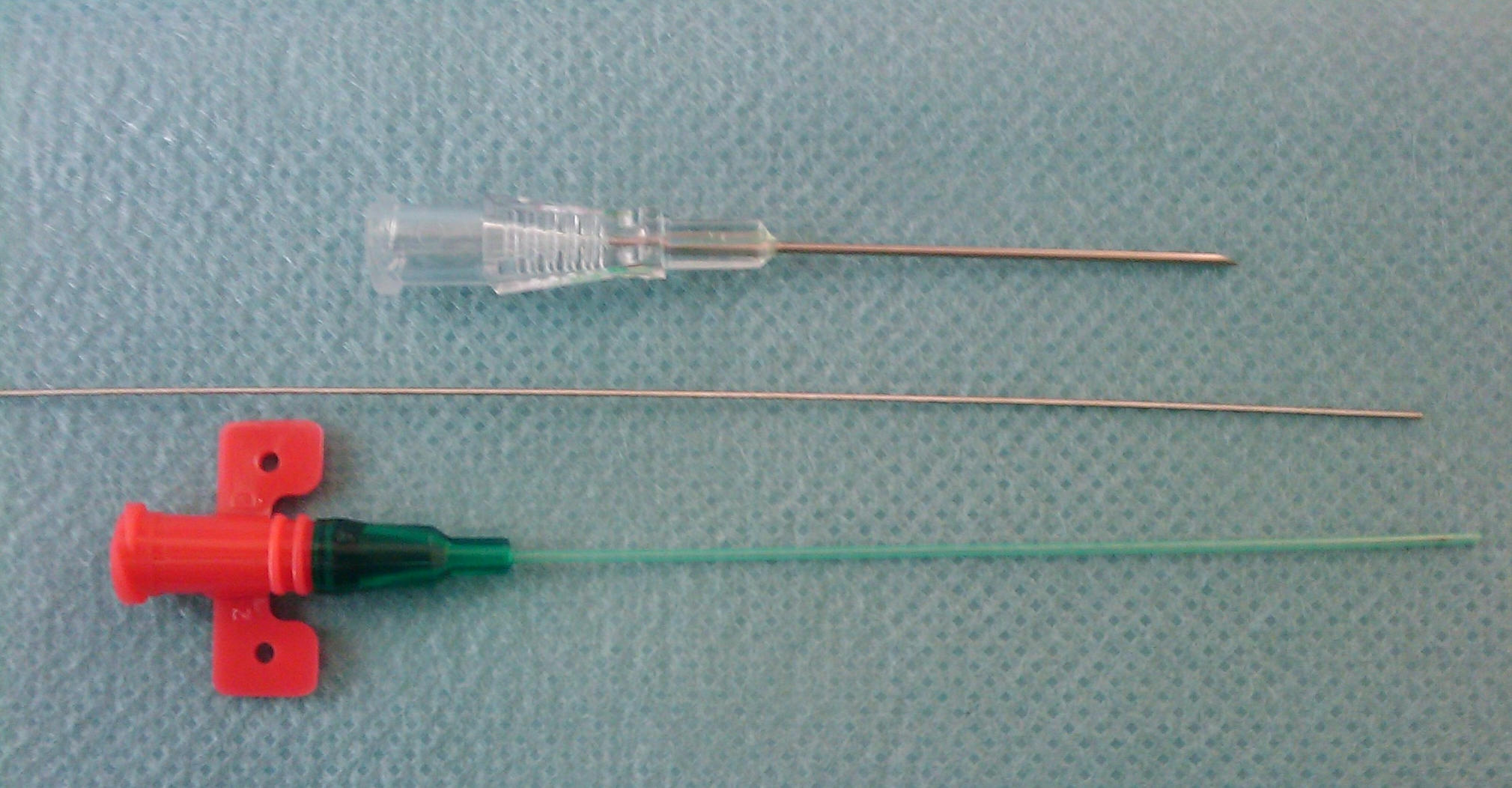
Acima, o punção (trocar), no centro o fio guia e em baixo, o cateter arterial

As bainhas são usadas para introduzir cateteres ou outros dispositivos para realizar procedimentos endoluminais (dentro das cavidades dos órgãos), como na angioplastia. A fluoroscopia pode ser usada para confirmar a posição do cateter e para direcioná-lo para o local desejado. A inoculação de meios de contraste pode ser usada para visualizar os órgãos. Podem ainda ser realizados procedimentos intervencionistas, como ablação por cateter, embolização [en] ou biópsias.
Após a conclusão do procedimento, a bainha é retirada. Em alguns casos, um  dispositivo de estanqueidade vascular pode ser usado para fechar o orifício feito no procedimento.

## Antecedentes
Antes da aplicação da técnica de Seldinger, trocares afiados eram usados para criar lúmens através dos quais os dispositivos eram introduzidos. Este procedimento levava a uma alta taxa de complicações. A partir da técnica de Seldinger, Charles Dotter [en] e  Andreas Gruentzig desenvolveram a angioplastia.

## Aplicações
A técnica de Seldinger é utilizada na angiografia, na aplicação de drenos de tórax, de cateter venoso central [en], inserção de tubos de gastrostomia endoscópica percutânea usando a técnica de compressão, na inserção dos condutores na implantação de marca-passo ou  desfibrilador cardioversor implantável e vários outros procedimentos médicos intervencionistas.

## Riscos
A punção inicial com a agulha do dispositivo, pode provocar hemorragia ou perfuração do órgão. A infecção é uma possível complicação e, portanto, uma assepsia deve ser executada durante a maioria dos procedimentos que utilizam a técnica de Seldinger.
A perda do fio guia na cavidade ou vaso sanguíneo é uma outra complicação significativa e geralmente evitável.